# Plouaret
Plouaret (en bretó Plouared) és un municipi francès, situat a la regió de Bretanya, al departament de Costes del Nord. L'any 2001 tenia 2.034 habitants. El 12 d'abril de 2007 el consell municipal va aprovar la carta Ya d'ar brezhoneg.

## Demografia
| 1962                                       | 1968  | 1975  | 1982  | 1990  | 1999  |
| ------------------------------------------ | ----- | ----- | ----- | ----- | ----- |
| 2.208                                      | 2.196 | 2.134 | 2.239 | 2.099 | 2.109 |
| Des de 1962: població sense dobles comptes |       |       |       |       |       |

## Administració
| Període | Identitat           | Partit |
| ------- | ------------------- | ------ |
| 2001-   | Christian Le Fustec | PCF    |